# Grille d'Hermann
Pour les articles homonymes, voir Grille.

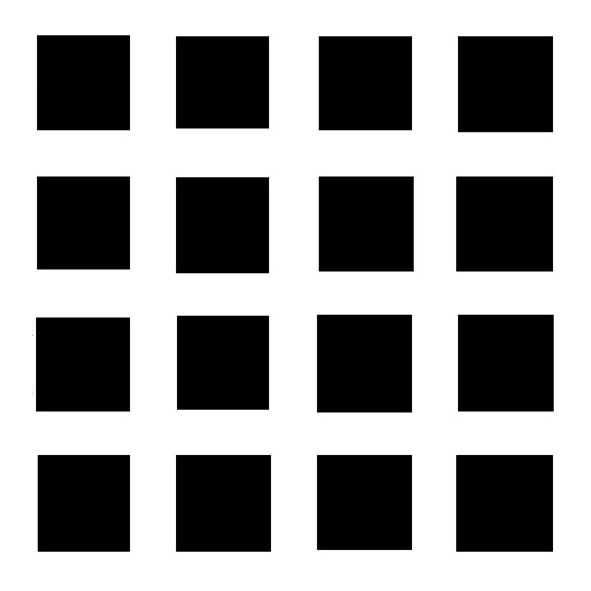
En se concentrant fixement sur l'image agrandie, on voit apparaître de légers cercles gris entre les carrés

La grille d'Hermann a été découverte il y a plus de 100 ans. Cette illusion d'optique nous fait croire à des taches grises entre les carrés noirs (ou blancs sur fond noir). Ce phénomène est désormais un classique.
De fausses grilles d'Hermann existent avec de vrais cercles gris apparaissant nettement. On peut le vérifier facilement en utilisant une pipette numérique, par exemple en ajoutant un plug-in sur son navigateur. L'illusion d'Hermann est très faible pour certains : il faut alors se concentrer fixement sur une image agrandie pour la percevoir légèrement. Pour d'autres elle est plus évidente. En utilisant la pipette sur la photo de droite on constate que les bandes blanches de l'image numérique sont parfaitement blanches même entre les carrés.
Le cerveau adapte l'information concernant la luminosité d'une zone en fonction des zones voisines. Le blanc est entouré de plus de noir que les lignes, donc on le voit légèrement gris. En revanche, lorsque l'on regarde fixement une intersection, elle paraît blanche car on fait intervenir les cellules de la fovéa, zone centrale de la rétine, qui, elle, fait beaucoup moins de correction par rapport à l'environnement.